# Schwartz Elek
Schwartz Elek (Temesrékas, 1908. október 23. – Haguenau, 2000. október 2.) romániai magyar származású francia labdarúgó, edző.

## Statisztika

### Mérkőzései holland szövetségi kapitányként
| Hollandia | Hollandia            | Hollandia                                   | Hollandia        | Hollandia | Hollandia        | Hollandia     | Hollandia | Hollandia |
| #         | Dátum                | Helyszín                                    | Hazai            | Eredmény  | Vendég           | Kiírás        | Gólok     | Esemény   |
| --------- | -------------------- | ------------------------------------------- | ---------------- | --------- | ---------------- | ------------- | --------- | --------- |
| 1.        | 1957. szeptember 11. | Rotterdam, Feijenoord Stadion               | Luxemburg        | 2 – 5     | Hollandia        | vb-selejtező  | -         |           |
| 2.        | 1957. szeptember 25. | Amszterdam, Olimpiai Stadion                | Hollandia        | 1 – 1     | Ausztria         | vb-selejtező  | -         |           |
| 3.        | 1957. november 17.   | Rotterdam, Feijenoord Stadion               | Hollandia        | 5 – 2     | Belgium          | barátságos    | -         |           |
| 4.        | 1958. április 13.    | Antwerpen, Bosuilstadion                    | Belgium          | 2 – 7     | Hollandia        | barátságos    | -         |           |
| 5.        | 1958. április 23.    | Rotterdam, Feijenoord Stadion               | Hollandia        | 8 – 1     | Curaçao          | barátságos    | -         |           |
| 6.        | 1958. május 4.       | Amszterdam, Olimpiai Stadion                | Hollandia        | 1 – 2     | Törökország      | barátságos    | -         |           |
| 7.        | 1958. május 28.      | Oslo, Ullevaal Stadion                      | Norvégia         | 0 – 0     | Hollandia        | barátságos    | -         |           |
| 8.        | 1958. szeptember 28. | Antwerpen, Bosuilstadion                    | Belgium          | 2 – 3     | Hollandia        | barátságos    | -         |           |
| 9.        | 1958. október 15.    | Rotterdam, Feijenoord Stadion               | Hollandia        | 5 – 1     | Dánia            | barátságos    | -         |           |
| 10.       | 1958. november 2.    | Rotterdam, Feijenoord Stadion               | Hollandia        | 2 – 0     | Svájc            | barátságos    | -         |           |
| 11.       | 1959. április 19.    | Amszterdam, Olimpiai Stadion                | Hollandia        | 2 – 2     | Belgium          | barátságos    | -         |           |
| 12.       | 1959. május 10.      | Isztambul                                   | Törökország      | 0 – 0     | Hollandia        | barátságos    | -         |           |
| 13.       | 1959. május 13.      | Szófia, Levszki Stadion                     | Bulgária         | 3 – 2     | Hollandia        | barátságos    | -         |           |
| 14.       | 1959. május 27.      | Amszterdam, Olimpiai Stadion                | Hollandia        | 1 – 2     | Skócia           | barátságos    | -         |           |
| 15.       | 1959. október 4.     | Rotterdam, Feijenoord Stadion               | Hollandia        | 9 – 1     | Belgium          | barátságos    | -         |           |
| 16.       | 1959. október 21.    | Köln, Mungersdorferstadion                  | NSZK             | 9 – 0     | Hollandia        | barátságos    | -         |           |
| 17.       | 1959. november 4.    | Rotterdam, Feijenoord Stadion               | Hollandia        | 7 – 1     | Norvégia         | barátságos    | -         |           |
| 18.       | 1960. április 3.     | Amszterdam, Olimpiai Stadion                | Hollandia        | 4 – 2     | Bulgária         | barátságos    | -         |           |
| 19.       | 1960. április 24.    | Antwerpen, Bosuilstadion                    | Belgium          | 2 – 1     | Hollandia        | barátságos    | -         |           |
| 20.       | 1960. május 18.      | Zürich, Letzigrund                          | Svájc            | 3 – 1     | Hollandia        | barátságos    | -         |           |
| 21.       | 1960. június 26.     | Mexikóváros, Estadio Olímpico Universitario | Mexikó           | 3 – 1     | Hollandia        | barátságos    | -         |           |
| 22.       | 1960. június 29.     | Willemstad, Rif Stadion                     | Holland Antillák | 0 – 0     | Hollandia        | barátságos    | -         |           |
| 23.       | 1960. július 3.      | Paramaribo, Suriname Stadion                | Suriname         | 3 – 4     | Hollandia        | barátságos    | -         |           |
| 24.       | 1960. október 2.     | Antwerpen, Bosuilstadion                    | Belgium          | 1 – 4     | Hollandia        | barátságos    | -         |           |
| 25.       | 1960. október 30.    | Prága, Stadion Letná                        | Csehszlovákia    | 4 – 0     | Hollandia        | barátságos    | -         |           |
| 26.       | 1961. március 22.    | Rotterdam, Feijenoord Stadion               | Hollandia        | 6 – 2     | Belgium          | barátságos    | -         |           |
| 27.       | 1961. április 19.    | Amszterdam, Olimpiai Stadion                | Hollandia        | 1 – 2     | Mexikó           | barátságos    | -         |           |
| 28.       | 1961. április 30.    | Rotterdam, Feijenoord Stadion               | Hollandia        | 0 – 3     | Magyarország     | vb-selejtező  | -         |           |
| 29.       | 1961. május 14.      | Lipcse, Zentralstadion                      | NDK              | 1 – 1     | Hollandia        | vb-selejtező  | -         |           |
| 30.       | 1961. október 22.    | Budapest, Népstadion                        | Magyarország     | 3 – 3     | Hollandia        | vb-selejtező  | -         |           |
| 31.       | 1961. november 12.   | Amszterdam, Olimpiai Stadion                | Hollandia        | 0 – 4     | Belgium          | barátságos    | -         |           |
| 32.       | 1962. április 1.     | Antwerpen, Bosuilstadion                    | Belgium          | 3 – 1     | Hollandia        | barátságos    | -         |           |
| 33.       | 1962. május 9.       | Rotterdam, Feijenoord Stadion               | Hollandia        | 4 – 0     | Észak-Írország   | barátságos    | -         |           |
| 34.       | 1962. május 16.      | Oslo, Ullevaal Stadion                      | Norvégia         | 2 – 1     | Hollandia        | barátságos    | -         |           |
| 35.       | 1962. szeptember 5.  | Amszterdam, Olimpiai Stadion                | Hollandia        | 8 – 0     | Holland Antillák | barátságos    | -         |           |
| 36.       | 1962. szeptember 26. | Koppenhága, Idrætsparken Stadion            | Dánia            | 4 – 1     | Hollandia        | barátságos    | -         |           |
| 37.       | 1962. október 14.    | Antwerpen, Bosuilstadion                    | Belgium          | 2 – 0     | Hollandia        | barátságos    | -         |           |
| 38.       | 1962. november 11.   | Amszterdam, Olimpiai Stadion                | Hollandia        | 3 – 1     | Svájc            | NEK-selejtező | -         |           |
| 39.       | 1963. március 3.     | Rotterdam, Feijenoord Stadion               | Hollandia        | 0 – 1     | Belgium          | barátságos    | -         |           |
| 40.       | 1963. március 31.    | Bern, Wankdorfstadion                       | Svájc            | 1 – 1     | Hollandia        | NEK-selejtező | -         |           |
| 41.       | 1963. április 17.    | Rotterdam, Feijenoord Stadion               | Hollandia        | 1 – 0     | Franciaország    | barátságos    | -         |           |
| 42.       | 1963. május 2.       | Amszterdam, Olimpiai Stadion                | Hollandia        | 1 – 0     | Brazília         | barátságos    | -         |           |
| 43.       | 1963. szeptember 11. | Amszterdam, Olimpiai Stadion                | Hollandia        | 1 – 1     | Luxemburg        | NEK-selejtező | -         |           |
| 44.       | 1963. október 20.    | Amszterdam, Olimpiai Stadion                | Hollandia        | 1 – 1     | Belgium          | barátságos    | -         |           |
| 45.       | 1963. október 30.    | Rotterdam, Feijenoord Stadion               | Hollandia        | 1 – 2     | Luxemburg        | NEK-selejtező | -         |           |
| 46.       | 1964. március 22.    | Antwerpen, Bosuilstadion                    | Belgium          | 0 – 0     | Hollandia        | barátságos    | -         |           |
| 47.       | 1964. április 12.    | Amszterdam, Olimpiai Stadion                | Hollandia        | 1 – 1     | Ausztria         | barátságos    | -         |           |
| 48.       | 1964. április 29.    | Rotterdam, Feijenoord Stadion               | Hollandia        | 0 – 1     | Svédország       | barátságos    | -         |           |
| 49.       | 1964. május 24.      | Rotterdam, Feijenoord Stadion               | Hollandia        | 2 – 0     | Albánia          | vb-selejtező  | -         |           |
|           | Összesen             |                                             |                  | –         | mérkőzés         |               | –         | gól       |